# 木村光佑 (サッカー選手)
木村 光佑（きむら こうすけ、1984年5月14日 - ）は、兵庫県神戸市出身の元プロサッカー選手、コーチ。ポジションはディフェンダー（サイドバック）。
メジャーリーグサッカー（以下MLS）初の日本人選手。

## 来歴
2007年1月のMLSサプリメンタルドラフトで日本人プレーヤーとして初めてコロラド・ラピッズに全体の35番目で指名され、同年3月に正式契約の28人枠に生き残り、日本人初のMLSプレーヤーとなった。
2007年シーズンも終わりに近づいた9月22日のレアル・ソルトレイク戦で右サイドバックとして90分間プレーし、1年目にしてトップデビューを果たす。10月7日のトロントFC戦でも同ポジションでフル出場。試合後、地元テレビ局の選ぶMVPに選ばれる。最終的に4試合に出場しその全試合で90分プレーし、2008年度も引き続きコロラドでのプレーが決まった。
2008年シーズンは18試合に出場しうち17試合が先発で計1438分プレーし、チームの主軸となった。
2009年5月2日、第7節レアル・ソルトレイク戦において自身プロ初ゴールを決めMLS史上初となる日本人選手による得点を記録した。このシーズンは26試合に出場しうち21試合で先発、1932分プレーし2ゴール2アシストを記録した。
2010年も開幕時からレギュラーポジションを確保。シーズン中盤に疲労骨折もあったが、回復後もレギュラーポジションを維持して23試合に出場し21試合で先発。計1,931分プレーし3アシストを記録。
日本人として初めてプレーオフに進出すると、チームはワイルドカードから勝ち上がり、サンノゼ・アースクエイクスとのイースタン・カンファレンス・チャンピオンシップ決定戦では決勝点を記録、MVPを獲得すると同時にチームをMLSカップ進出に導いた。
迎えたMLSカップにも先発フル出場、延長戦の末にFCダラスを破り全米制覇を達成。日本人として初めてMLSカップを獲得した。2010年のプレーオフでは4試合に出場、先発した。
2011年はレギュラーシーズン34試合に全試合先発で出場して2,996分プレーし、1ゴール1アシストを記録した。ポストシーズンではワイルドカードプレーオフで決勝点に繋がるアシストを記録し、チームのカンファレンスセミファイナル進出に貢献したが、その第一戦の前半で相手のタックルを受け左足を骨折し、チームもセミファイナルで敗退してシーズンを終えた。
2012年シーズンも開幕から17試合で12試合に先発出場し987分プレイして1ゴール2アシストを上げるなど結果も残したが、前年まで木村を重用したゲーリー・スミス前監督に代わってこの年から監督に就任したオスカル・パレハの構想から外れ、ベンチを外れることも多くなり、シーズン途中の7月にMLSのポートランド・ティンバーズに移籍した。移籍先のポートランドでもすぐにレギュラーポジションを掴んで17試合に出場しうち16試合が先発で1376分プレーし1ゴール1アシストを記録した。
2012年シーズン中から次の移籍先を探し、米国外のクラブからのオファーもあった中、2012年12月、MLSのニューヨーク・レッドブルズへの移籍を決定した。2013年シーズンは24試合に出場しうち15試合で先発、1575分プレーし2アシストを記録した。チームもレギュラーシーズンに優勝し、日本人として初めてサポーターズシールドを獲得したが、MLSカップではクォーターファイナルで敗れ、木村の出場機会もなかった。
2014年シーズンもニューヨークに残留し、13試合に出場し10試合で先発、884分出場し3アシストを記録した。
2015年、ポーランド2部リーグのヴィジェフ・ウッチに移籍。
2015年、NASL（北米サッカーリーグ）のアトランタ・シルバーバックスへ移籍。
2016年、同リーグのラーヨOKCへ移籍、主力として活躍するもクラブは1年で解散。
2017年、USLプロフェッショナルリーグのタルサ・ラフネックスFCに移籍。
2018年、同リーグのナッシュビルSCに移籍。
2019年12月でナッシュビルSCを退団。
2020年、ナッシュビルSCU-13のヘッドコーチに就任。
2022年、ナッシュビルSCのアシスタントコーチに就任。

## 所属クラブ
ユース経歴
- 2000年 - 2002年  川崎フロンターレユース (和光高等学校)
- 2003年 - 2006年  ウエスタンイリノイ大学

プロ経歴
- 2007年 - 2012年  コロラド・ラピッズ
- 2012年  ポートランド・ティンバーズ
- 2013年 - 2014年  ニューヨーク・レッドブルズ
- 2015年  ヴィジェフ・ウッチ
- 2015年  アトランタ・シルバーバックス
- 2016年  ラーヨOKC
- 2017年  タルサ・ラフネックスFC
- 2018年 - 2019年  ナッシュビルSC

## 個人成績
| 国内大会個人成績 | 国内大会個人成績           | 国内大会個人成績 | 国内大会個人成績 | 国内大会個人成績 | 国内大会個人成績 | 国内大会個人成績 | 国内大会個人成績 | 国内大会個人成績 | 国内大会個人成績 | 国内大会個人成績 | 国内大会個人成績 |
| 年度             | クラブ                     | 背番号           | リーグ           | リーグ戦         | リーグ戦         | リーグ杯         | リーグ杯         | オープン杯       | オープン杯       | 期間通算         | 期間通算         |
| 年度             | クラブ                     | 背番号           | リーグ           | 出場             | 得点             | 出場             | 得点             | 出場             | 得点             | 出場             | 得点             |
| アメリカ         | アメリカ                   | アメリカ         | アメリカ         | リーグ戦         | リーグ戦         | リーグ杯         | リーグ杯         | USオープン杯     | USオープン杯     | 期間通算         | 期間通算         |
| ---------------- | -------------------------- | ---------------- | ---------------- | ---------------- | ---------------- | ---------------- | ---------------- | ---------------- | ---------------- | ---------------- | ---------------- |
| 2007             | コロラド・ラピッズ         | 27               | MLS              | 4                | 0                |                  |                  |                  |                  | 4                | 0                |
| 2008             | コロラド・ラピッズ         | 27               | MLS              | 18               | 0                |                  |                  |                  |                  | 18               | 0                |
| 2009             | コロラド・ラピッズ         | 27               | MLS              | 26               | 2                |                  |                  | 1                | 0                | 27               | 2                |
| 2010             | コロラド・ラピッズ         | 27               | MLS              | 23               | 0                | 4                | 1                | 1                | 0                | 28               | 1                |
| 2011             | コロラド・ラピッズ         | 27               | MLS              | 34               | 1                | 1                | 0                |                  |                  | 35               | 1                |
| 2012             | コロラド・ラピッズ         | 27               | MLS              | 12               | 1                |                  |                  | 2                | 0                | 14               | 1                |
| 2012             | ポートランド・ティンバース | 15               | MLS              | 17               | 1                |                  |                  |                  |                  | 17               | 1                |
| 2013             | ニューヨーク・レッドブルズ | 27               | MLS              | 24               | 0                |                  |                  |                  |                  |                  |                  |
| 通算             | アメリカ                   | アメリカ         | MLS              | \|158            | 5                | 5                | 1                | 4                | 0\|\|\|167\|\|6  |                  |                  |
| 総通算           | 総通算                     | 総通算           | 総通算           | \|158            | 5                | 5                | 1                | 4                | 0\|\|\|167\|\|6  |                  |                  |